# Mångs-Abborrtjärnen
Mångs-Abborrtjärnen är en sjö i Hällefors kommun i Västmanland och ingår i Göta älvs huvudavrinningsområde. Sjöns area är 0,025 kvadratkilometer och den befinner sig 263 meter över havet.